# Lego Batman: Das Videospiel
Lego Batman: Das Videospiel ist ein Computerspiel von Traveller’s Tales. Es wurde in Europa am 10. Oktober 2008 für PlayStation 3, Wii, Xbox 360, PlayStation 2, Nintendo DS, PlayStation Portable und Microsoft Windows veröffentlicht. Das Spiel ist vergleichbar mit der Lego-Star-Wars-Serie, da in beiden Spielen die Figuren, Objekte, sowie die gesamte Umgebung aus Legosteinen besteht. Für die Vermarktung des Spiels ist Warner Bros. Entertainment zuständig.

## Handlung
Der Spieler begleitet Batman und Robin im Kampf gegen ihre gefährlichsten Widersacher Joker, Two-Face, Mr. Freeze und viele andere, die allesamt aus Arkham Asylum ausgebrochen sind, um ihr Unwesen in Gotham City zu treiben. Das Spiel ist in drei Abschnitte unterteilt, die sich jeweils mit einer der drei Gruppen aus Bösewichten beschäftigt. In jedem Abschnitt kontrolliert der Spieler Batman und Robin, die sich durch Horden von Handlangern kämpfen und Rätsel lösen müssen, um schließlich die Bösewichte zu fangen, ihre Pläne zu zerstören und sie wieder zurück nach Arkham zu bringen. Batman und Robin gelingt es alle Bösewichte wieder zurück in die Psychiatrie zu bringen. Als Zeichen dafür, dass Gotham City jetzt wieder sicher vor den Bösewichten ist, erscheint das Bat-Signal am Himmel über der Stadt.

## Spielprinzip
Das Spielprinzip ist vergleichbar mit Lego Star Wars II. Der Spieler kann mit der Spielfigur diverse Fahrzeuge benutzen und sich damit schneller als zu Fuß fortbewegen und kämpfen. Als Fahrzeuge stehen u. a. das Batmobil, Batwing und das Batboat zur Verfügung.
Wie in den vorigen Lego-Spielen (Lego Star Wars und Lego Indiana Jones), wird ein Level im „Free Play“-Modus freigeschaltet, wenn es im Story-Modus durchgespielt wurde. Der „Free Play“-Modus erlaubt es, die verfügbaren Level mit jeder der freigespielten Spielfiguren zu wiederholen und so an vorher nicht zugängliche Orte zu gelangen, um besondere Extras, die im Story-Modus unmöglich zu erreichen sind, einzusammeln.
Im Spiel gibt es 30 Level, davon sind jeweils 15 mit dem Helden zu spielen und die anderen 15 mit einem Bösewicht, zusätzlich gibt es noch diverse Bonuslevel, die im Spielverlauf freigeschaltet werden. Das Hauptquartier der Helden ist die Batcave, die Residenz von Batman. Den Bösewichten dient überwiegend Arkham Asylum, eine Psychiatrie, in der viele von Batmans Feinden eingesperrt waren, als Hauptquartier.

## Nachfolger
Als Fortsetzungen des Spiels erschienen im Juni 2012 Lego Batman 2: DC Super Heroes und im November 2014 Lego Batman 3: Jenseits von Gotham.
Im Oktober 2018 erschien das Spin-off Lego DC Super-Villains.